# الوطن (جريدة قمرية)

الشعار الرسمي للجريدة

جريدة الوطن هي صحيفة يومية تصدر من موروني عاصمة جزر القمر باللغتان العربية والفرنسية. المدير العام ومدير النشر: «بيتا مويني هاز»، ورئيس تحرير القسم العربي: «شيخ علي حماد».